# Arno Holz

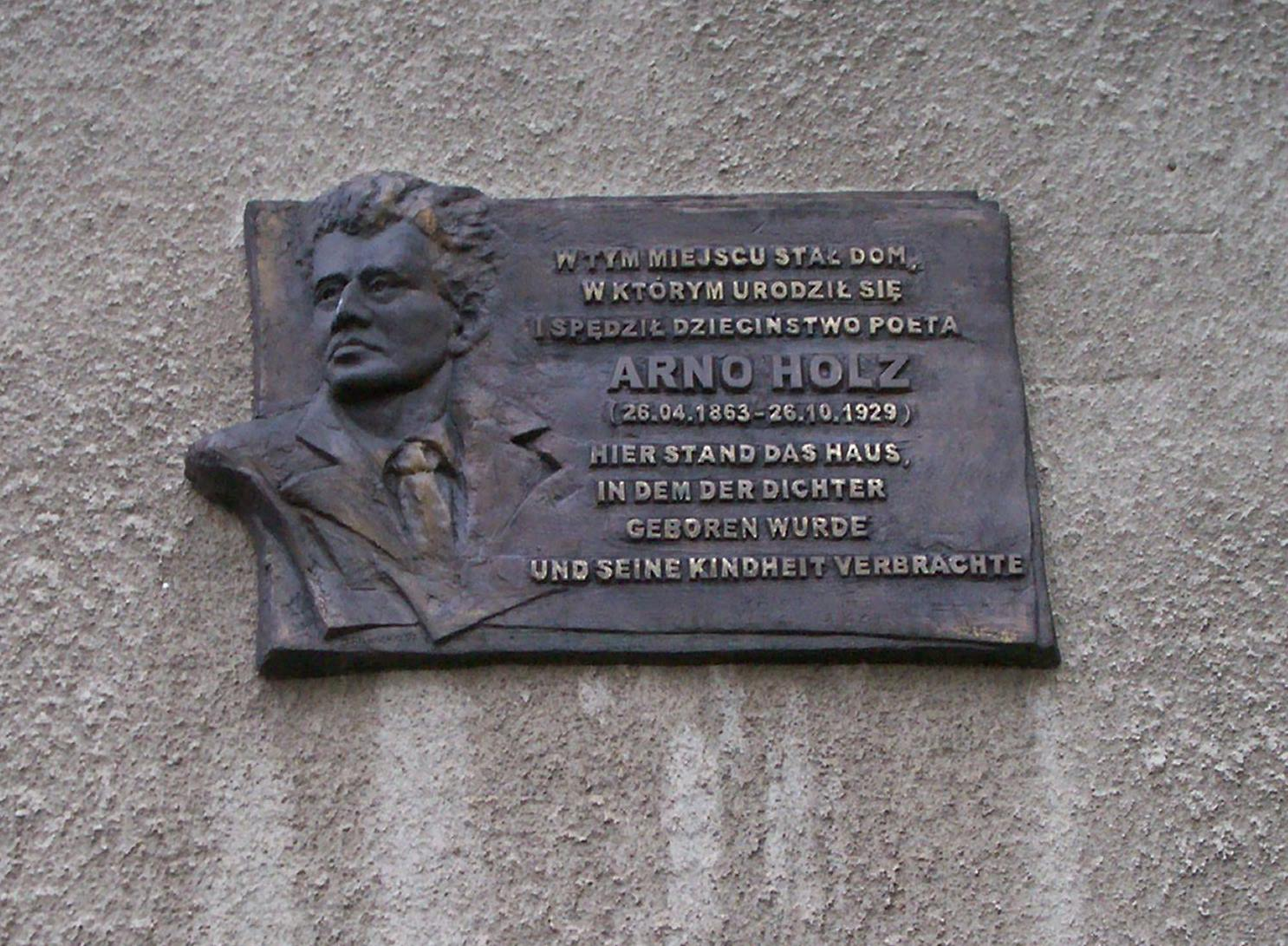
Tablica upamiętniająca miejsce urodzenia poety – Kętrzyn (Rastenburg)

Arno Holz (ur. 26 kwietnia 1863 w Rastenburgu (Kętrzyn); w Prusach Wschodnich, zm. 26 października 1929 w Berlinie) – niemiecki poeta i dramaturg naturalista.

## Życiorys
Arno Holz urodził się 26 kwietnia 1863 w Kętrzynie. Był synem właściciela apteki „Pod Czarnym Orłem” Hermanna Holza i jego żony Franziski z d. Werner. Gdy miał 12 lat jego rodzina, licząca już wówczas rodziców i dziesięcioro dzieci, przeprowadziła się do Berlina (w 1875). Po przerwaniu nauki szkolnej próbował sił Arno Holz najpierw jako dziennikarz, a następnie zdecydował się poświęcić działalności pisarskiej. Nawiązał kontakt z niemieckim towarzystwem Naturalistenverein Durch, w którym poznał Gerharta Hauptmanna. W 1885 Holz otrzymał za tomik wierszy Buch der Zeit nagrodę im Schillera (Schiller-Preis).
W roku 1893 poślubił Emilie Wittenberg, z którą miał trzech synów. W 1926 rozwiódł się z żoną i wstąpił w drugi związek małżeński. W latach 1910–1929 mieszkał w dzielnicy Berlina Schöneberg.
W roku 1929 był nominowany do literackiej Nagrody Nobla, nagrody jednak nie zdobył (zmarł przez ogłoszeniem werdyktu, podczas gdy nagroda przyznawana jest tylko żyjącym – przyznano ją Thomasowi Mannowi).
Jego najbardziej znanym dziełem jest cykl wierszy „Phantasus” (1898), wydany w Polsce przez Stowarzyszenie im. Arno Holza w Kętrzynie w przekładzie Krzysztofa D. Szatrawskiego (Kętrzyn 2013).

## Zobacz też

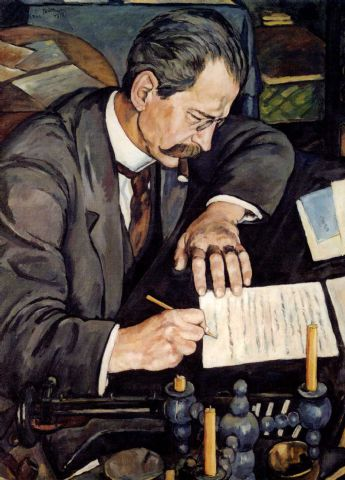
Arno Holz – obraz Ericha Büttnera, 1916